# William North, 6. Baron North

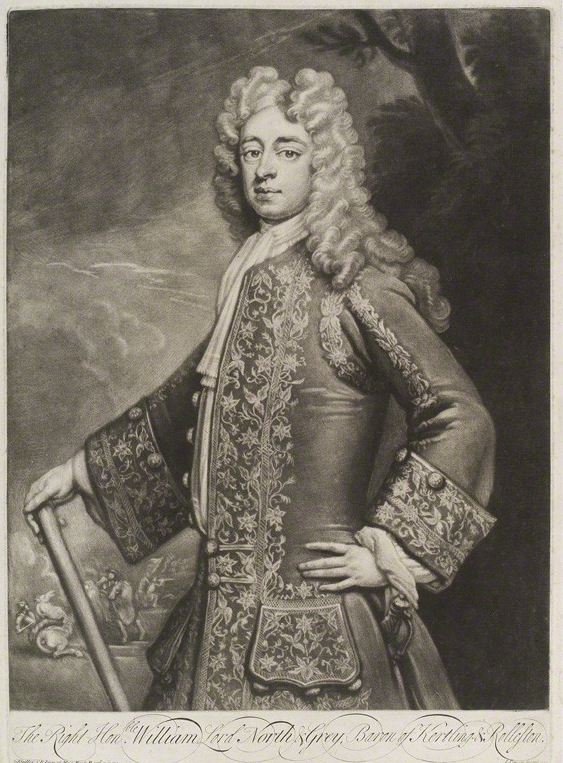
William North, 6. Baron North. Mezzotinto nach einem Gemälde von Godfrey Kneller

William North, 6. Baron North, 2. Baron Grey of Rolleston FRS (* 22. Dezember 1678 in Caldecote, Cambridgeshire; † 31. Oktober 1734 in Madrid) war ein englischer bzw. britischer Adliger, General und Politiker, der führend an der jakobitischen Verschwörung von 1722 beteiligt war.

## Leben

### Herkunft und Jugend
William North war der älteste Sohn von Charles North, 5. Baron North und 1. Baron Grey of Rolleston, und von Katherine († 1694), der einzigen Tochter von William Grey, 1. Baron Grey of Warke. Nach dem Tod seines Vaters 1691 heiratete seine Mutter im selben Jahr Francis Russell, der 1694 Gouverneur von Barbados wurde, wo sie kurz darauf starb. William, der bereits die Güter seines Vaters in Cambridgeshire geerbt hatte, erbte auch ihre Besitzungen in Essex und Kent. Er wuchs zusammen mit seinem Bruder Charles und seiner älteren Schwester Dudleya auf, sie wurden auch gemeinsam erzogen. Die Geschwister entwickelten eine enge Bindung zueinander und die beiden Brüder eine tiefe Verehrung für ihre ältere, intelligente Schwester. Ab Oktober 1691 besuchten William und Charles das Magdalene College in Cambridge, das Charles 1695 als Master verließ. William dagegen verließ das College 1694 ohne Abschluss und wechselte zur neu gegründeten Foubert's Military Academy in London. Um den anwachsenden Schulden zu entgehen, riet ihm sein Onkel Roger North 1696, ins Ausland zu gehen. Als er 1699 volljährig geworden war, kehrte er nach England zurück und wurde als Baron North and Grey of Rolleston Mitglied des House of Lords.

### Militärische Karriere
Zu Beginn des Spanischen Erbfolgekriegs trat North im März 1702 als Captain der Foot Guards in die englische Armee ein. Im Januar 1703 wurde er Regimentschef des 10. Infanterieregiments, mit dem er im August 1704 an der Schlacht von Höchstadt teilnahm, in der er verwundet wurde und die rechte Hand verlor. Im Dezember 1704 kehrte er mit Marlborough nach England zurück. Im Februar 1705 wurde er zum Brigadegeneral befördert, 1709 zum Generalmajor und 1710 zum Generalleutnant. Er nahm bis 1711 an den Feldzügen in Flandern teil, u. a. 1708 an der Belagerung von Lille, im September 1709 an der Schlacht von Malplaquet, 1710 an der Belagerung von Béthune und 1711 an der von Bouchain. 1712 wurde er Gouverneur von Portsmouth. 

### Politische Karriere
Während er die Sommermonate in der Armee diente, verbrachte er die Wintermonate in London, wo er rasch zu einem wichtigen Abgeordneten im House of Lords wurde. Er galt während seiner gesamten politischen Karriere als überzeugter Tory. In zahlreichen Debatten zwischen 1706 und 1723 äußerte sich North, der als wortgewandter und leidenschaftlicher Redner galt, kritisch und oft auch spöttisch gegenüber den Whigs. Besonders tat er sich während der Debatten zur Union mit Schottland hervor, er stritt auch gegen das Impeachment-Verfahren gegen Henry Sacheverell. 1710 stimmte er wie auch Marlborough gegen die für dieses Jahr geplanten Feldzüge. Während seines Besuches in London besuchte Prinz Eugen auch North. 1711 wurde North Mitglied des Privy Council und zum Lord Lieutenant von Cambridgeshire ernannt. 
North war ein Gegner der protestantischen Erbfolge, die den katholischen James Francis Edward Stuart, den Sohn des 1689 gestürzten Königs Jakob II. von der Thronfolge ausschloss. Als im Juni 1713 die Regierung versuchte, die anderen europäischen Mächte dazu zu bewegen, James Stuart, dem sogenannten Pretender, kein Asyl zu gewähren, protestierte North dagegen, ebenso, als im April 1714 ein Kopfgeld auf den Pretender geboten wurde. 1714 bestieg der protestantische Georg I. den britischen Thron, und fortan galt North für die Whig-Regierung als verdächtiger Jakobit, so dass er sein Amt als Gouverneur von Portsmouth verlor. Lord Bolingbroke, der Führer der Tories, schätzte North dagegen als ehrlichen und treuen Anhänger, der die Interessen der Stuarts nicht nur eigenen Interesse unterstützte. Obwohl der Pretender ihn dazu aufforderte, war North nicht aktiv am Jakobitenaufstand von 1715 beteiligt. Dennoch war er der Regierung verdächtig und wurde festgenommen, kam jedoch bald wieder frei. Er musste jedoch sein Amt als Lord Lieutenant von Cambridgeshire aufgeben. 1720 wurde North Fellow of the Royal Society.

### Beteiligung an der Atterbury-Verschwörung
Am nächsten Versuch der Jakobiten, den hannoveranischen König zu stürzen, war North dagegen zweifelsfrei beteiligt. Nach dem Platzen der Südseeblase 1720 gehörte er zum Kern der Verschwörergruppe um Bischof Francis Atterbury, die ab Anfang 1722 einen bewaffneten Aufstand vorbereitete. North hatte engen Kontakt zu Christopher Layer, einem Anwalt aus Norfolk, der 1721 als Bote zum Pretender nach Rom gereist war. Nach seiner Rückkehr suchte Layer bevollmächtigte Paten, die den Pretender und seine Frau als Paten bei der Taufe seiner Tochter vertraten. Nachdem Charles Boyle, 4. Earl of Orrery, das Amt abgelehnt hatte, übernahm North diese ehrenvolle Aufgabe. Nach der Taufe im April 1722 entwickelte sich zwischen North und Layer eine Freundschaft. Der militärisch erfahrene North ergänzte und überarbeitete wahrscheinlich die jakobitischen Umsturzpläne. North war als Kommandeur der Aufständischen in London und Westminster vorgesehen und hatte damit die schwierige Aufgabe, die Hauptstadt zu besetzen. Der Pretender verlieh ihm den Titel Earl of North und ernannte ihn zum Lord Regent. Kurz bevor die Verschwörer den Aufstand beginnen konnten, wurde Layer verhaftet. Im Verhör gab er seine Kontakte zu North zu, und am 26. September 1722 wurde Norths Verhaftung wegen Hochverrats angeordnet. North konnte zunächst flüchten und entkam auf einem Schmugglerboot. Er erreichte die Isle of Wight, wo er verhaftet wurde und in den Tower of London gebracht wurde. Sein Haus war nach Beweisen durchsucht worden, und als Peer wurde North durch andere Adlige verhört. Obwohl es nach den Aussagen von Layer wenig Zweifel an seiner Beteiligung an der Verschwörung gab, wurde North nie vor Gericht gestellt. In seiner eigenen Verhandlung bat Layer, dass auch North und Orrery als Zeugen vorgeladen wurden. North machte eine kurze Aussage, die jedoch auf Anordnung des Gerichts beschränkt wurde. Da die Aussagen sich widersprachen, ist das genaue Ausmaß der Beteiligung von North an der Verschwörung bis heute unbekannt.

### Leben im Exil
Am 25. Mai 1723 kam North nach Zahlung einer Kaution in Höhe von £ 20.000 frei, zusätzlich mussten vier Bürgen für ihn je £ 10.000 hinterlegen. Am 28. Oktober wurde er aus seinen Ämtern und Funktionen entlassen und ging kurz darauf ins Exil. Zunächst lebte er in den Niederlanden, wo er bis 1728 engen Kontakt zu Atterbury und anderen führenden Jakobiten wie den Earl of Orrery und Philip Wharton, 1. Duke of Wharton in Brüssel und Paris hatte. 1727 galt er als Anwärter auf den Posten des führenden Sekretärs der Jakobiten, doch an seiner statt wurde James Graeme, der jakobitische Agent in Wien, bestimmt. North erhielt den Posten vermutlich nicht, da er sich mit Atterbury zerstritten hatte und die Trennung des Pretenders von seiner Frau kritisiert hatte. 
Bei einer Rückkehr nach Großbritannien befürchtete North eine Anklage und Verurteilung, doch im Exil konnte er nicht über die Einkünfte aus seinen britischen Besitzungen verfügen. Er weigerte sich jedoch, das Erbe seiner Frau zur Begleichung seiner Schulden und für einen seinem Stand angemessenen Lebensstil zu verwenden. Nach zahlreichen Bittgesuchen erhielt er 1728 dank der Vermittlung durch den ebenfalls im Exil lebenden James Butler, 2. Duke of Ormonde einen Posten in der spanischen Armee. Im selben Jahr trat er zum Katholizismus über. Dies entfernte ihn weiter von den führenden Jakobiten um Atterbury, die North für seinen Übertritt erbittert tadelten, und auch das Verhältnis zum Pretender kühlte sich ab. North befehligte in spanischen Diensten Truppen in und um Barcelona. Wie der Duke of Wharton bat er 1731 vergeblich die britische Regierung um Begnadigung und starb schließlich verbittert im spanischen Exil.

## Heirat und Erbe
Im Oktober 1705 hatte North Maria Margaretta († 1762), eine Tochter von Cornelis de Jonge van Ellemeet, dem General-Steuereinnehmer der Niederlande, geheiratet. Seine Frau brachte eine reiche Mitgift mit in die Ehe, die jedoch kinderlos blieb. Von einigen Historikern wird die Ehe als lieblos geschildert, andererseits wurde Maria Margaretta als attraktiv beschrieben, und von North sind zahlreiche Liebesbriefe an seine Frau erhalten. Nach seinem Tod heiratete seine Frau in zweiter Ehe Patrick Murray, 5. Lord Elibank, mit dem sie in Schottland lebte.
North hatte einen unehelichen Sohn, William Greyson, der um 1724 geboren wurde. Dessen Mutter könnte Catherine Vanderline gewesen sein, die zwar mit einem älteren Mann verheiratet gewesen war, während des Exils von North jedoch mehrere Jahre lang seine Geliebte war, ehe er sich in Spanien von ihr trennte.
Mit seinem Tod erlosch der Titel Baron Grey of Rolleston und der jakobitische Titel Earl North, den Titel Baron North erbte Francis North, 4. Baron Guilford, ein Enkel seines Cousins Francis North, 2. Baron Guilford.